# 시 디오스 메 키타 라 비다
《시 디오스 메 키타 라 비다》(스페인어: Si Dios me quita la vida)은 1995년 방영된 멕시코의 텔레노벨라이다.